# Gino Torretta
Gino Louis Torretta (Pinole, 10 agosto 1970) è un ex giocatore di football americano statunitense di origine italiana, che ha giocato nel ruolo di quarterback per cinque stagioni nella National Football League (NFL).
Al college ha giocato a football all'Università di Miami con cui ha vinto due titoli nazionali nel 1989 e nel 1991, conquistando l'Heisman Trophy, il massimo riconoscimento individuale a livello universitario, nel 1992. Nel 2010 è stato inserito nella College Football Hall of Fame.

## Carriera professionistica
Malgrado il successo ottenuto a livello universitario, Torretta non fu considerato adatto per i campi della NFL e la sua carriera nella lega fu quasi trascurabile. Fu scelto dai Minnesota Vikings nel Draft NFL 1993 e nella sua prima stagione non giocò mai. Nella stagione successiva passò ai Detroit Lions ma anche lì non scese mai in campo.
Nel 1995, Torretta si spostò nella NFL Europe e fu anche parte del roster dei San Francisco 49ers e dei Detroit Lions ma sempre relegato al ruolo di riserva. Nel 1996 fu svincolato dai 49ers e passò ai Seattle Seahawks. La sua unica chance di giocare una partita nella NFL avvenne nell'ultima gara della stagione 1996 quando entrò per i Seahawks contro gli Oakland Raiders. Immediatamente lanciò un passaggio da touchdown da 32 yard per Joey Galloway portando Seattle in vantaggio e guidando la squadra alla vittoria.
Nel 1997, Torretta fu parte del roster sia di Seattle che degli Indianapolis Colts ma non giocò più. Dopo quella stagione si ritirò dalla NFL.

## Palmarès
- (2) Campione NCAA (1989, 1991)
- Heisman Trophy (1992)
- Maxwell Award (1992)
- Walter Camp Award (1992)
- Davey O'Brien Award (1992)
- All-American (1992)
- College Football Hall of Fame

## Statistiche
| Partite totali    | 1    |
| Yard lanciate     | 41   |
| Touchdown         | 1    |
| Intercetti subiti | 1    |
| Passer rating     | 35,4 |